# 皮斯蒂奇
皮斯蒂奇（義大利語：Pisticci），是意大利马泰拉省的一个市镇。总面积231平方公里，人口17933人，人口密度77.6人/平方公里（2009年）。ISTAT代码为077020。